# Daisuke Tonoike
Daisuke Tonoike (外池 大亮?, Tonoike Daisuke; Prefettura di Kanagawa, 29 gennaio 1975) è un ex calciatore giapponese, di ruolo attaccante.